# Antonio Duque
Antonio Duque Gárza (* 13. November 1939 in Monterrey) ist ein ehemaliger mexikanischer Radrennfahrer.

## Sportliche Laufbahn
Duque war im Straßenradsport und im Bahnradsport aktiv. Er war Teilnehmer der Olympischen Sommerspiele 1964 in Tokio. Im Mannschaftszeitfahren belegte Mexiko mit Adolfo Belmonte, Antonio Duque, Moisés López und Porfirio Remigio den 17. Rang. In der Einerverfolgung gewann er seinen Qualifikationslauf, kam mit seiner Zeit aber nicht in das Viertelfinale. Bei den Wettkämpfen der Zentralamerika- und Karibikspiele 1966 holte er mit dem mexikanischen Vierer (Antonio Duque, Radamés Treviño, Agustín Alcantara und Adolfo Belmonte) die Goldmedaille in der Mannschaftsverfolgung.